# Ektachrome 64T
L'Ektachrome 64T era una pellicola invertibile a colori commercializzata dalla Kodak in formato 35 mm e 120 e dal 2006 (e fino alla fine della sua produzione nel 2009) anche in formato cinematografico super8 come pellicola sostitutiva del Kodachrome 40 super8.

## Caratteristiche tecniche
Pellicola invertibile a colori, sensibilità 64 ISO, tarata per riprese in interno con illuminazione artificiale (lampade al tungsteno a 3.200° Kelvin). Utilizzabile anche per riprese con luce solare utilizzando un filtro di correzione tipo "85B".

## Sviluppo
Il processo di sviluppo per questo tipo di emulsione invertibile è l'E-6. Tale processo di sviluppo è lo stesso delle normali diapositive colore, è possibile effettuarlo presso tutti i laboratori fotografici e in alternativa, acquistando l'apposita attrezzatura, anche a livello casalingo, ottenendo ottimi risultati.